# Nervi vestibulococlear
El nervi vestibulococlear o nervi estatoacústic o vuitè parell cranial o nervi cranial VIII, és un nervi sensitiu que porta els senyals de l'orella interna cap al cervell, dels senyals del nervi coclear (audició) i del nervi vestibular (equilibri), que el componen.